# Ampelocissus borneensis
Ampelocissus borneensis är en vinväxtart som beskrevs av Merrill. Ampelocissus borneensis ingår i släktet Ampelocissus och familjen vinväxter. Inga underarter finns listade i Catalogue of Life.